# Barra do Rio
Barra do Rio é uma praia localizada no município de Extremoz, na Foz do Rio Ceará-Mirim (no norte de Natal), próxima a praia de Genipabu.
É considerada uma atração turística da cidade.